# Moerassikkelwants
De moerassikkelwants (Nabis limbatus) is een wants uit de familie sikkelwantsen (Nabidae).

## Uiterlijk
De moerassikkelwants is vrijwel altijd kortvleugelig (brachypteer). De vleugels zijn heel kort. Een enkele keer is hij langgevleugeld (macropteer). De basiskleur van de moerassikkelwants is lichtbruin. Op het abdomen zijn 3 donkere longitudinale strepen, de zijkant van het abdomen is doorschijnend. Ook de vleugels hebben donkere longitudinale banden. De lengte is 7 tot 9 mm. Hij lijkt op de rietsikkelwants (Nabis lineatus), die in dezelfde omgeving te vinden is, maar die is groter en iets slanker. (9.5 – 12 mm). Het mannetje is slanker dan het vrouwtje en heeft een verbrede achterkant.

## Verspreiding en levenswijze
De soort leeft in Europa, maar niet in het mediterrane deel, Azië en is geïntroduceerd in Canada. In Nederland is hij algemeen. Hij wordt gevonden in vochtig grasland. Vaak op lange grassen en kruiden.
Hij is roofzuchtig en voedt zich met insecten en spinnetjes. De volwassen wantsen leggen de eitjes in de herfst op grashalmen. Na overwintering komen ze in het volgende voorjaar uit. Volwassen wantsen: Juni – oktober.